# Argüelles (Siero)
Argüelles (en asturiano Argüeyes y oficialmente Argüelles/Argüeyes) es una parroquia del concejo de Siero, en el Principado de Asturias (España). Alberga una población de 430 habitantes (INE 2011) en 174 viviendas. Ocupa una extensión de 6,28 km².
Está situada a 6 km de la capital, en la zona central del concejo. Limita al norte con la parroquia de Anes; al este con la de Noreña, en el concejo homónimo; al sur con la de Tiñana; y al suroeste y oeste con la de Barreda.
En la misma población se sitúa la Iglesia de San Martín de Argüelles construida según la fecha fundacional, el 28 de abril del año 621.

## Poblaciones
Según el nomenclátor de 2011 la parroquia está formada por las poblaciones de:
- Belga Baja (La Belga Baxo en asturiano) (casería): 30 habitantes.
- El Cristo (lugar): 45 habitantes.
- La Cuesta (casería): 42 habitantes.
- Fuentespino (casería): 210 habitantes.
- Pumares (casería): 45 habitantes.
- Revuelta el coche (La Revuelta'l Coche) (lugar): 58 habitantes.